# 长寿公园
长寿公园是位於中華人民共和國上海市普陀區蘇州河南岸的一個公園，西起西康路，东至陕西北路，南起长寿路，北至澳门路，面积4万平方米，於2001年1月18日建成开放。公园内共有约120种植物。长寿公园共分為五大片区，分別為中央景区绿森林、东南景区水钢琴、东北景区水森林、西南景区五彩林、西北景区黑森林。